# Tobias Lawal
Tobias Okikiola Lawel (Linz, 7 giugno 2000) è un calciatore austriaco, portiere del Genk.

## Biografia
È nato in Austria da madre austriaca e padre nigeriano.

## Carriera

### Club
Lask
Lawal è nato a Linz ed è cresciuto nella principale squadra della città, il LASK. Nel 2017 è stato prestato al Wels ma dopo soli sei mesi ha fatto ritorno a Linz dove è stato assegnato alla seconda squadra del LASK, il Juniors OÖ. Ha debuttato il 29 luglio nell'incontro di 2. Liga perso 3-0 contro il Wacker Innsbruck II.
Nel 2020 è stato promosso in prima squadra ed il 4 ottobre ha debuttato nell'incontro di Bundesliga perso 3-0 contro il Rapid Vienna.
Genk
Il 9 luglio 2025 viene acquistato dal Genk, con cui sottoscrive un contratto fino al 30 giugno 2029.

### Nazionale
Ha giocato con le nazionali giovanili austriache Under-19 e Under-20. Nel settembre 2020 è stato convocato dal CT della Nazionale nigeriana per degli incontri amichevoli contro Algeria e Tunisia ma ha dovuto rifiutare a causa di alcuni problemi con il passaporto. Nel novembre 2023 ha accettato la convocazione della Nazionale austriaca.
Il 10 giugno 2025 fa il suo esordio in nazionale, subentrando a Patrick Pentz nella gara vinta 4-0 contro San Marino.

## Statistiche

### Presenze e reti nei club
Statistiche aggiornate al 3 dicembre 2023.
| Stagione        | Squadra         | Campionato      | Campionato | Campionato | Coppe nazionali | Coppe nazionali | Coppe nazionali | Coppe continentali | Coppe continentali | Coppe continentali | Altre coppe | Altre coppe | Altre coppe | Totale | Totale | Totale |
| Stagione        | Squadra         | Comp            | Pres       | Reti       | Comp            | Pres            | Reti            | Comp               | Pres               | Reti               | Comp        | Pres        | Reti        | Pres   | Reti   |        |
| --------------- | --------------- | --------------- | ---------- | ---------- | --------------- | --------------- | --------------- | ------------------ | ------------------ | ------------------ | ----------- | ----------- | ----------- | ------ | ------ | ------ |
| 2018-2019       | Juniors OÖ      | 2L              | 23         | -38        |                 | -               | -               |                    | -                  | -                  |             | -           | -           | 23     | -38    |        |
| 2019-2020       | Juniors OÖ      | 2L              | 20         | -35        | CA              | 1               | -1              |                    | -                  | -                  |             | -           | -           | 21     | -36    |        |
| 2020-2021       | Juniors OÖ      | 2L              | 15         | -25        |                 | -               | -               |                    | -                  | -                  |             | -           | -           | 15     | -25    |        |
| 2021-2022       | Juniors OÖ      | 2L              | 7          | -16        |                 | -               | -               |                    | -                  | -                  |             | -           | -           | 7      | -16    |        |
| 2022-2023       | Juniors OÖ      | RL              | 1          | 0          |                 | -               | -               |                    | -                  | -                  |             | -           | -           | 1      | 0      |        |
| 2020-2021       | LASK            | BL              | 2          | -4         | CA              | 0               | 0               | UEL                | 0                  | 0                  |             | -           | -           | 2      | -4     |        |
| 2021-2022       | LASK            | BL              | 0          | 0          | CA              | 0               | 0               | UECL               | 0                  | 0                  |             | -           | -           | 0      | 0      |        |
| 2022-2023       | LASK            | BL              | 7          | -9         | CA              | 0               | 0               |                    | -                  | -                  |             | -           | -           | 7      | -9     |        |
| 2023-2024       | LASK            | BL              | 16         | -13        | CA              | 1               | 0               | UEL                | 7                  | -12                |             | -           | -           | 24     | -25    |        |
| Totale carriera | Totale carriera | Totale carriera | 91         | -140       |                 | 2               | -1              |                    | 7                  | -12                |             | -           | -           | 100    | -153   |        |

### Cronologia presenze e reti in nazionale
| Cronologia completa delle presenze e delle reti in nazionale ― Austria | Cronologia completa delle presenze e delle reti in nazionale ― Austria | Cronologia completa delle presenze e delle reti in nazionale ― Austria | Cronologia completa delle presenze e delle reti in nazionale ― Austria | Cronologia completa delle presenze e delle reti in nazionale ― Austria | Cronologia completa delle presenze e delle reti in nazionale ― Austria | Cronologia completa delle presenze e delle reti in nazionale ― Austria | Cronologia completa delle presenze e delle reti in nazionale ― Austria |
| Data                                                                   | Città                                                                  | In casa                                                                | Risultato                                                              | Ospiti                                                                 | Competizione                                                           | Reti                                                                   | Note                                                                   |
| ---------------------------------------------------------------------- | ---------------------------------------------------------------------- | ---------------------------------------------------------------------- | ---------------------------------------------------------------------- | ---------------------------------------------------------------------- | ---------------------------------------------------------------------- | ---------------------------------------------------------------------- | ---------------------------------------------------------------------- |
| 10-6-2025                                                              | Serravalle                                                             | San Marino                                                             | 0 – 4                                                                  | Austria                                                                | Qual. Mondiali 2026                                                    | -                                                                      | 46’                                                                    |
| Totale                                                                 |                                                                        | Presenze                                                               | 1                                                                      |                                                                        | Reti                                                                   | 0                                                                      |                                                                        |